# Чибиркай
Чибиркай — река в России, протекает в Абдулинском и Матвеевском районах Оренбургской области. Исток реки находится к северо-востоку от посёлка Савельевка Абдулинского района Оренбургской области. Является левобережным притоком реки Садак, её устье находится в 51 км от устья реки Садак, около села Новоспасское. Длина реки составляет 13 км. Населённые пункты у реки: Новоспасское.
Топоним происходит, скорее всего, от татарского мужского имени Чибэркэй (в переводе — «красавец»).

## Данные водного реестра
По данным государственного водного реестра России относится к Камскому бассейновому округу, водохозяйственный участок реки — Дёма от истока до водомерного поста у деревни Бочкарёва, речной подбассейн реки — Белая. Речной бассейн реки — Кама.
По данным геоинформационной системы водохозяйственного районирования территории РФ, подготовленной Федеральным агентством водных ресурсов:
- Код водного объекта в государственном водном реестре — 10010201312111100024342
- Код по гидрологической изученности (ГИ) — 111102434
- Код бассейна — 10.01.02.013
- Номер тома по ГИ — 11
- Выпуск по ГИ — 1